# 아직 사랑하고 있습니까?
"아직 사랑하고 있습니까?"는 2019년에 개봉한 대한민국의 영화이다.

## 캐스팅
- 김인권 : 오영욱 역
- 이나라 : 김연경 역
- 서태화 : 장민식 역
- 이서이 : 이재순 역
- 박수인 : 손영지 역
- 장가현 : 류혜인 역
- 윤예희 : 조 대표 역
- 김현균 : 최성국 역
- 배용근 : 고 부장 역
- 최규환 : 김 차장 역
- 김경룡 : 김 행장 역
- 이재준 : 명섭 역
- 정호영 : 박 차장 역
- 조성희 : 김 비서 역
- 이자은 : 선정 역
- 안인모 : 박 쉐프 역
- 대니 애런즈 : 백인남자 역
- 손선근 : 강 부회장 역
- 장준호 : 중년 1 역
- 이영윤 : 성국 처 역
- 정지우 : 마사지사 역
- 정나진 : 김 지점장 역
- 박미리 : 일식집종업원 역
- 이태영 : 와인바여사장 역
- 김명식 : 감사팀 1 역
- 이승훈 : 감사팀 2 역
- 백승희 : 갤러리여직원 1 역
- 오윤주 : 갤러리여직원 2 역
- 유광수 : 택시기사 역
- 박필주 : 배달원 1 역
- 이봉균 : 배달원 2 역
- 안드레아스 : 매력외국인 역
- 김영진 : 대리기사 1 역
- 김정현 : 대리기사 2 역
- 이경헌 : 민식기사 역
- 최무성 : 서귀포지점장 역 (우정출연)
- 김혜은 : 제주지점장 역 (우정출연)
- 지서윤 : 현주 역 (우정출연)